# Perizoma pastoralis
Perizoma pastoralis là một loài bướm đêm trong họ Geometridae.